# Literaturfernsehen
Bei dem Sender Literaturfernsehen handelte es sich um den ersten Literaturfernsehsender im Deutschen Kabelnetz. Er brachte in viertelstündigen Wiederholungen Reportagen und Informationen zu literarischen Themen und Autoreninterviews. Diese wurden ergänzt durch Buchtipps und Buchbesprechungen.
Der Sender war in Baden-Württemberg landesweit kostenfrei zu empfangen als Digitalkanal im Netz der Kabel BW. Zum Empfang benötigte man einen Digitalreceiver, die so genannte Kabelbox. Er wurde im Januar 2006 von der LfK Baden-Württemberg lizenziert als einer von 8 TV-Sendern, welche die Klarner Medien GmbH im Rahmen ihres Digital-TV-Programms produziert.